# 萨纳 (上加龙省)
萨纳（法語：Sana，法語發音：[sana]）是法国上加龙省的一个市镇，属于米雷区。

## 地理
萨纳（43°13'41"N, 1°0'41"E）面积2.74 平方千米，位于法国奧克西塔尼大區上加龙省，该省份为法国西南部内陆省份，西南端与西班牙接壤，自此顺时针与上比利牛斯省、热尔省、塔恩-加龙省、塔恩省、奥德省和阿列日省接壤。
与萨纳接壤的市镇（或旧市镇、城区）包括：莱斯坎、马特尔托洛萨讷、蒙达沃藏、泰尔巴斯。

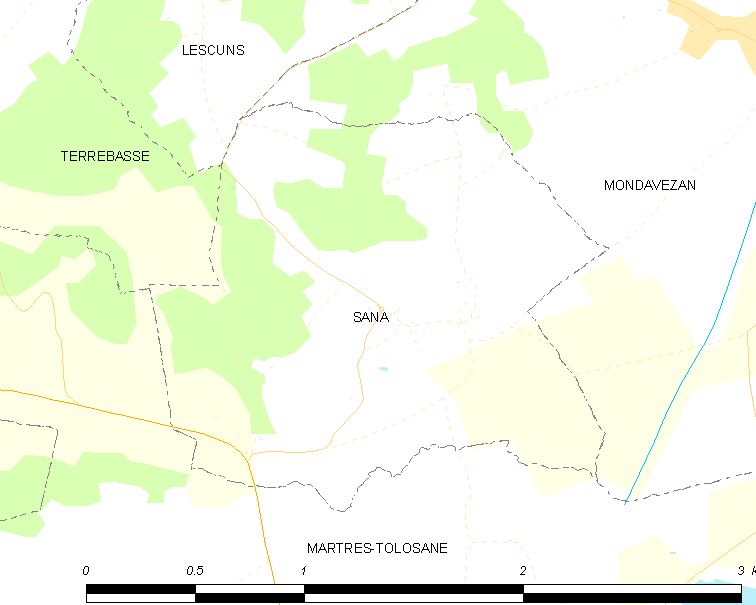
的OSM定位图

萨纳的时区为UTC+01:00、UTC+02:00（夏令时）。

## 行政
萨纳的邮政编码为31220，INSEE市镇编码为31530。

## 政治
萨纳所属的省级选区为卡泽尔县。

## 人口

1962-2008年间人口变化图示

萨纳于2022年1月1日时的人口数量为239人。